# Aliaksandr Vússau
Aliaksandr Uladzímiravitx Vússau (en belarús: Аляксандр Уладзіміравіч Вусаў, en rus: Александр Владимирович Усов) (Minsk, 27 d'agost de 1977) és un ciclista belarús, ja retirat, que fou professional des del 2000 fins al 2010. En el seu palmarès destaquen el Campionat de Belarús en ruta de 2002, diverses etapes en curses d'una setmana, com ara la Volta a la Comunitat Valenciana o la Volta a Castella i Lleó. El 2004 i 2008 va prendre part als Jocs Olímpics d'Estiu d'Atenes i Pequín respectivament.

## Palmarès
- 2000
  - Vencedor d'una etapa del Tour de l'Avenir
- 2001
  - Vencedor de 2 etapes de la Volta a la Baixa Saxònia
  - Vencedor d'una etapa del Tour de l'Avenir
- 2002
  -  Campió de Belarús en ruta
  - Vencedor d'una etapa del Tour de Poitou-Charentes
  - Vencedor d'una etapa del Tour de l'Avenir
- 2003
  - 1r al Trofeu de Sòller de la Challenge de Mallorca
  - Vencedor d'una etapa de la Clàssica d'Alcobendas
- 2004
  - 1r al Tour de Berna
  - Vencedor d'una etapa de la Volta a la Comunitat Valenciana
- 2005
  - Vencedor d'una etapa de la Volta a Castella i Lleó
  - Vencedor d'una etapa de la Volta a Hessen
  - Vencedor d'una etapa dels Boucles de la Mayenne
  - Vencedor d'una etapa del Circuit de les Ardenes
- 2007
  - Vencedor d'una etapa del Tour del Llemosí
- 2008
  - Vencedor d'una etapa del Tour de Langkawi

### Resultats al Giro d'Itàlia
- 2004. 98è de la classificació general
- 2007. 106è de la classificació general
- 2008. 123è de la classificació general

### Resultats a la Volta a Espanya
- 2006. 89è de la classificació general
- 2007. 119è de la classificació general
- 2008. 82è de la classificació general